# بیضا (منطقه باستانی)
بیضا یک تل و منطقه باستانی در اردن است که در پترا واقع شده‌است. در این سایت یک سکونت‌گاه مربوط به فرهنگ ناتوفی، یک روستا مربوط به نوسنگی پیش از سفال ب و یک سکونت‌گاه مربوط به دوران نبطی‌ها کشف شده است.